# Функції випадкових величин
Функції випадкових величин — це один з основних розділів теорії ймовірностей та математичної статистики.

## Означення
Нехай на ймовірносному просторі {\displaystyle (\Omega ,{\mathcal {F}},\mathbb {P} )} задана випадкова величина {\displaystyle \xi (\omega )}, розглянемо функцію дійсного аргументу, область визначення якої включає в себе усі можливі значення заданої випадкової величини. Тоді випадкову величину, яка кожній елементарній події {\displaystyle \omega } з простору елементарних подій ставить у відповідніcть число {\displaystyle \theta (\omega )=f(\xi (\omega ))} — називають функцією від однієї випадкової величини. 
Зауваження: якщо випадкова величина, яка є аргументом функції, дискретна, то функція від цієї випадкової величини завжди буде дискретною випадковою величиною. А якщо неперервна — то відповідна випадкова величина {\displaystyle \theta } може бути як дискретною так і неперервною, все залежить від функціональної залежності відповідних випадкових величин.
Приклад:
{\displaystyle \xi } має стандартний гаусівський розподіл; 
{\displaystyle \theta =\operatorname {sgn}(\xi );} 
Тоді розподіл {\displaystyle \theta } буде мати вигляд:
```
  :{| class="wikitable"
  |-
  | 

  

    

      

        
θ

      

    

    
{\displaystyle \theta }

  

||

  

    

      

        
−

        
1

      

    

    
{\displaystyle -1}

  

||

  

    

      

        
1

      

    

    
{\displaystyle 1}

  

  |-
  | 

  

    

      

        
P

      

    

    
{\displaystyle P}

  

 ||

  

    

      

        

          

            
1

            
2

          

        

      

    

    
{\displaystyle {\frac {1}{2}}}

  

||

  

    

      

        

          

            
1

            
2

          

        

      

    

    
{\displaystyle {\frac {1}{2}}}

  

  |}
```

### Дискретний випадок
Розглянемо спочатку дискретну випадкову величину , закон розподілу якої має вигляд:
| {\displaystyle \xi } | х1 | х2 | {\displaystyle \dots } | хn |
| р                    | p1 | p2 | {\displaystyle \dots } | pn |
Подія ({\displaystyle \xi =x_{i}}) настає з імовірністю {\displaystyle p_{i}}, з цією ж ймовірністю {\displaystyle \eta } набуває значення {\displaystyle y_{i}=f(x_{i})}. Тому закон розподілу випадкової величини {\displaystyle \eta =f(\xi )} такий:
| {\displaystyle \eta } | ƒ(х1) | ƒ(х2) | {\displaystyle \dots } | ƒ(хn) |
| р                     | p1    | p2    | {\displaystyle \dots } | pn    |
Якщо існує декілька значень {\displaystyle x_{i}}, для яких {\displaystyle f(x_{i})} одне і те саме, то всі такі випадки об'єднуються в один, якому відповідає за теоремою додавання ймовірність, що дорівнює сумі ймовірностей об'єднуваних подій.

### Неперервний випадок
Приклад:
Нехай {\displaystyle X\simeq U(0,1)}, і покладемо {\displaystyle Y=X^{2}}. Тоді {\displaystyle F_{Y}(y)=P(Y\leq y)=P(X^{2}\leq y)=P(X\leq {\sqrt {y}})=F_{X}({\sqrt {y}}).} Диференціюючи даний вираз, маємо {\displaystyle f_{Y}(y)=f_{X}({\sqrt {y}}){\frac {1}{2{\sqrt {y}}}}={\frac {1}{2{\sqrt {y}}}},\qquad 0<y<1,} (і {\displaystyle f_{Y}(y)=0} в іншому випадку).
Приклад:
Нехай {\displaystyle X\simeq U(0,1)}, і нехай {\displaystyle Y=-\operatorname {log} X}. Тоді {\displaystyle {\begin{aligned}F_{Y}(y)&=P(Y\leq y)=P(-\operatorname {log} X\leq y)=P(X\geq e^{-y})=\\&=1-F_{X}(e^{-y})=1-e^{-y},\qquad y>0,\end{aligned}}} не важко помітити, що {\displaystyle Y\simeq Exp(1)} (або взявши похідну отримаємо {\displaystyle f_{Y}(y)=e^{-y}}, для {\displaystyle y>0} ).
Нехай {\displaystyle X} має довільний неперервний розподіл, і припустимо, що {\displaystyle g} диференційовна та строго зростає (обернена функція {\displaystyle g^{-1}} існує та єдина). Покладемо {\displaystyle Y=g(X)}. Обчислення, подібні до наведених вище, дають нам {\displaystyle F_{Y}(y)=P(g(X)\leq y)=P(X\leq g^{-1}(y))=F_{X}(g^{-1}(y))} та {\displaystyle f_{Y}(y)=f_{X}(g^{-1}(y))\cdot {\frac {d}{dy}}g^{-1}(y).} Якби {\displaystyle g} була строго спадною, ми б отримали {\displaystyle f_{Y}(y)=-f_{X}(g^{-1}(y))\cdot {\frac {d}{dy}}g^{-1}(y).} (Зверніть увагу, що {\textstyle f_{Y}(y)>0}, так як {\textstyle dg^{-1}(y)/dy<0}).
В решті решт, ми показали, що якщо {\textstyle g} строго монотонна, то {\displaystyle f_{Y}(y)=f_{X}(g^{-1}(y))\cdot |{\frac {d}{dy}}g^{-1}(y)|.}

## Теорема про перетворення
Нехай {\displaystyle {\textbf {X}}} — це {\displaystyle n}-мірний неперервний випадковий вектор, який має щільність {\displaystyle f_{\textbf {X}}({\textbf {x}})}, і припустимо, що {\displaystyle {\textbf {X}}} має множину значень {\displaystyle S\subset \mathbb {R} ^{n}}. Нехай {\displaystyle g=(g_{1},g_{2},\ldots ,g_{n})} — бієкція від {\displaystyle S} до деякої множини {\displaystyle T\subset \mathbb {R} ^{n}}, і розглянемо {\displaystyle n}-мірний випадковий вектор {\displaystyle {\textbf {Y}}=g({\textbf {X}}).} Це означає, що ми розглядаємо {\textstyle n} випадкових величин {\displaystyle Y_{1}=g_{1}(X_{1},X_{2},\ldots ,X_{n}),} {\displaystyle Y_{2}=g_{2}(X_{1},X_{2},\ldots ,X_{n}),} {\displaystyle \vdots } {\displaystyle Y_{n}=g_{n}(X_{1},X_{2},\ldots ,X_{n}).} Зрештою, припустимо, що {\displaystyle g} та її обернена функція є неперервно диференційованими (для того щоб якобіан {\displaystyle {\textbf {J}}=|\operatorname {d} ({\textbf {x}})/\operatorname {d} ({\textbf {y}})|} був коректно визначений).
Щільність {\displaystyle {\textbf {Y}}} дорівнює 
{\displaystyle f_{\textbf {Y}}({\textbf {y}})={\begin{cases}f_{\textbf {X}}(h_{1}({\textbf {y}}),h_{2}({\textbf {y}}),\ldots ,h_{n}({\textbf {y}}))\cdot |{\textbf {J}}|,&{\textbf {y}}\in T,\\0&{\textbf {y}}\notin T,\end{cases}}}
де {\displaystyle h} обернена (єдина) функція до {\displaystyle g}, і де {\displaystyle {\textbf {J}}=\left|{\frac {\operatorname {d} ({\textbf {x}})}{\operatorname {d} ({\textbf {y}})}}\right|={\begin{vmatrix}{\frac {\partial x_{1}}{\partial y_{1}}}&{\frac {\partial x_{1}}{\partial y_{2}}}&\cdots &{\frac {\partial x_{1}}{\partial y_{n}}}\\{\frac {\partial x_{2}}{\partial y_{1}}}&{\frac {\partial x_{2}}{\partial y_{2}}}&\cdots &{\frac {\partial x_{2}}{\partial y_{n}}}\\\vdots &\vdots &\ddots &\vdots \\{\frac {\partial x_{n}}{\partial y_{1}}}&{\frac {\partial x_{n}}{\partial y_{2}}}&\cdots &{\frac {\partial x_{n}}{\partial y_{n}}}\end{vmatrix}};} тобто, {\displaystyle {\textbf {J}}} є якобіаном.
Доведення. Спочатку позначимо: {\displaystyle h(B)=\{{\textbf {x}}:g({\textbf {x}})\in B\},\qquad {\text{для}}\qquad B\subset \mathbb {R} ^{n}.} Тепер {\displaystyle P({\textbf {Y}}\in B)=P({\textbf {X}}\in h(B))=\int _{h(B)}f_{\textbf {X}}({\textbf {x}})\operatorname {d} {\textbf {x}}.} Проводио заміну {\displaystyle {\textbf {y}}=g({\textbf {x}})} відповідно до формули для заміни змінних в кратних інтегралах: {\displaystyle P({\textbf {Y}}\in B)=\int _{B}f_{\textbf {X}}(h_{1}({\textbf {y}}),h_{2}({\textbf {y}}),\ldots ,h_{n}({\textbf {y}}))\cdot |{\textbf {J}}|\operatorname {d} {\textbf {y}}.}
Твердження теореми одразу випливає з наступного результату:
Нехай {\displaystyle {\textbf {Z}}} це {\displaystyle n}-мірний неперервний випадковий вектор. Якщо для кожної {\displaystyle B\in \mathbb {R} ^{n}}, {\displaystyle P({\textbf {Z}}\in B)=\int _{B}h({\textbf {x}})\operatorname {d} {\textbf {x}},} тоді {\displaystyle h} — щільність {\textbf {Z}}.

{\textstyle \blacksquare }

## Зовнішні посилання
- Hazewinkel, Michiel, ред. (2001), variable Random variable, Математична енциклопедія, Springer, ISBN 978-1-55608-010-4
- Zukerman, Moshe (2014), Introduction to Queueing Theory and Stochastic Teletraffic Models (PDF), arXiv:1307.2968
- Zukerman, Moshe (2014), Basic Probability Topics (PDF)